# دیانا ابراهیم
دیانا ابراهیم (انگلیسی: Diana Ibrahim؛ زادهٔ ۱ ژانویهٔ ۲۰۰۰) هنرپیشه، صداپیشه اهل لبنان است.